# 後姓
後姓是中文姓氏之一，在《百家姓》中排第480位。在现代是极罕见的姓氏。
需要注意的是，虽然简体中文里“後”字合并到“后”，但姓氏用字保留不合并，“後氏”并不同于“后氏”，两姓有截然不同的来源。

## 起源
後姓傳說為上古帝王太昊氏之孫後照的后裔。

## 郡望
- 东海郡：东海郡有两处，一处是汉朝初年所置，为今山东郯城一带。另一处为东魏至隋唐时期的东海郡，在今江苏东海县以东、淮水以北一带。